# KV-1
KV-1(러시아어: КВ-1)은 KV 전차 계열의 첫번째 전차로, 스페인 내전 이후 소련 당국은 T-34보다 강력한 중전차에 대한 필요성을 인식하고 1939년부터 개발을 시작했다. 1940년 겨울 전쟁 때 시험을 거친 뒤, 동부 전선 당시 KV-2, T-34와 함께 붉은 군대의 주력 전차로 채택되었다. 이후 KV-1A, KV-1S, KV-8 화염방사전차 등 여러 개량형이 만들어졌다.  1939년 8월부터 1942년 8월까지 생산되었으며, 티거 I 전차의 등장 이후 IS 전차가 개발됨에 따라 구식이 된 KV-1은 1945년 이후 퇴역했다.

## 개발
대규모 예비대를 운송하는 중전차의 필요성은 소련에서 잘 이해되었다. 소련의 군사 이론에 따르면, 중전차는 적의 전선을 부수고, 돌파구를 마련하거나, 요새화된 지역을 극복하기 위해 필요했다. 대부분의 선진국의 군대는 제1차 세계 대전 동안 경험했던 강력한 요새화된 적들을 극복하기 위한 그들만의 이론과 관행을 가지고 있었다. 마지노선이나 지크프리트 방어선과 같은 현대식 방어선은 이론적으로도 극복할 수 없는 것으로 여겨졌다. 
KV-1은 소련군이 T-35와 같은 다포탑 중전차의 한계가 명백하다는 것을 인지하기 시작한 1938년 말에 설계되기 시작했다. 1930년대 후반, T-35보다 작은 크기의 전차를 개발하려는 시도가 있었지만, 두꺼운 장갑이 필요했다. 그러나 설계자들은 다포탑을 사용하는 것을 결코 포기하지 않았다. 한 포탑에는 보병을 상대로 한 화염방사기를 탑재할 예정이었고, 다른 포탑에는 기갑차량을 상대하기 위해 대전차포를 탑재할 예정이었다. 이 개념에서 파생된 새로운 전차들은 76mm와 45mm 대포로 무장한 두 개의 포탑을 가지고 있었다. 또한 실험용으로 하나의 포탑을 가진 더 작은 버전의 기갑차량을 개발했는데, 이로 인해 두 개의 지지 롤러가 감소하여 동적 성능에 긍정적인 영향을 미쳤다. 이전 전차들과는 달리 KV는 디젤 엔진을 장착했고, 첫 번째 전차(U-0)는 1939년 8월 레닌그라드 키로프스키 공장에서 생산되었다. 이 전차는 원래 A.S. 예르몰라예프, N.L. 두호브에 의해 설계되었다. 
1939년 SMK 전차, T-100, 클리멘트 보로실로프의 이름을 따서 'KV'로 명명된 단일 포탑 전차 3종이 함께 시제·검토되었다. 시제차 3종이 1939년 여름까지 완성되었고, 쿠빙카 시험장에서 심사가 이뤄졌는데 기동성과 조작의 측면에서 KV가 뛰어난 것으로 보고됐다. 이어 1939년 겨울 전쟁이 시작되자 이 3종의 전차는 실전시험을 위해 전선에 투입되었는데, 그곳에서 단일 포탑형 전차인 KV의 우위성이 확인되어 1939년 12월 제식 채용이 결정되었다. KV-1은 이후 1942년까지 3000량 이상이 생산되었고, 이어서 개량형 KV-1S가 다음해 1943년 봄까지 생산되었다.

## 파생형
- KV-2: 진지 공격용 중전차. KV-1의 차체에 사각형 포탑을 올린 뒤 M-10 152 mm 곡사포를 장착하였다.
- KV-85: IS 전차의 개발에 취소되었지만 IS 전차의 생산이 지연되자 KV-1S 차체에 85mm 포를 갖춘 IS-1 포탑을 탑재한 전차가 만들어져 KV-85로 채택되었다.
- SU-152: KV-1S의 차체에 152 mm 곡사포를 탑재한 자주포.